# Gelsemiaceae
Gelsemiaceae é uma família de plantas da Ordem Gentianales, sendo angiospermas e eudicotiledôneas, fazendo parte da classe Magnoliopsida. São plantas que por eventos evolutivos se desenvolvem em arbustos ou semi-arbustos, com flores e inflorescências em algumas espécies.
Apresentam três gêneros - Mostuea, Gelsemium e Pteleocarpa com 13 espécies representantes, e são encontradas em qualquer região dos trópicos.
As plantas da família Gelsemiaceae podem se desenvolver e apresentar estrutura de arbustos ou semi-arbustos, ou árvores altas, glabras (sem pelos) ou pubescentes com pêlos simples. Apresentam nos seus ramos folhas opostas (raramente verticiladas) ou alternadas (no gênero Pteleocarpa), simples, com linhas interpecilares ou pequenas estípulas interpecilares (ausentes em Pteleocarpa). 
A inflorescência nessa família pode se apresentar na posição terminal ou axilar do caule, de poucas a muitas flores. As sementes são comprimidas, com asas em Gelsemium elegans e G. sempervirens. Néctares presentes como colecionadores nas bases da folha e do cálice e/ou no interior das sépalas (isto precisa de mais investigação em Pteleocarpa, e é também incerto onde o néctar ocorre nas flores de Gelsemium).

### Inflorescência
As únicas duas espécies da família com grandes inflorescências bem desenvolvidas são Gelsemium elegans e Pteleocarpa lamponga. Todas as outras espécies têm poucas ou flores solitárias em axilares reduzidos (por vezes sub captados) em ramos curtos.

### Estrutura floral e anatomia
Gelsemiaceae apresenta flores típicas da Ordem Gentianales, com exceção de apresentar heterostilia nos gêneros Gelsemium e Mostuea. A colocação da flor no caule por vezes se mostra próxima da base.
As flores apresentam corola simpática, em forma de funil, ligeiramente zigomorfa, com coloração amarela (mais comum), branca, ou laranja (também pode aparecer a cor lilás, porém é menos frequente, às vezes também aparecendo com manchas vermelhas), presença lóbulos mais curtos que o tubo, arredondados, imbricado em gomo. Os estames são 5-meros, inseridos no meio para baixo da metade do tubo da corola ou nos seios da corola, com filamentos livres e anteras livres. O ovário é bicarpelar, bilocular, com a presença de vários ovários, a dois por lóculo na flor.

### Morfologia do pólen
Os grãos de pólen únicos dessa família apresentam a morfologia de serem tricolporados, com presença de poros laterais, e são estriato-reticulados (em Gelsemium) ou finamente suprastriadas (em Mostuea). Pteleocarpa também apresenta pólen tricolorado e alongado com pequenas aberturas.

### Fruto
Os gêneros de Gelsemiaceae apresentam frutos biloculares, e Mostuea difere em ter apenas uma a duas sementes por lóculo. Mostuea é caracterizada por conter cápsulas profundamente truncadas no seu fruto (achatadas e em forma de coração), enquanto o gênero Gelsemium tem cápsulas elípticas. Os samaras largamente alados de Pteleocarpa deram ao gênero o seu nome. Por vezes, pode não desenvolver as sementes em uma das localizações no gênero Mostuea, resultando em um aborto parcial do ovário e, sendo assim, o desenvolvendo em um fruto assimétrico. As sementes são achatadas em todas as espécies e aladas em Gelsemium sempervirens e G. elegan.
Dentro da Ordem Gentianales, a relação precisa da posição da família Gelsemiaceae ainda se encontra incerta. Porém, Gelsemiaceae pode se estabelecer como grupo irmão de Loganiaceae. A presença de quercetina e kaempferol, corola imbricada, e endosperma córneo (amido) poderia apoiar uma relação estreita entre Gelsemiaceae e Loganiaceae.
Anteriormente, o gênero Pteleocarpa era classificado na família Boraginaceae, mas se percebeu essa relação mais íntima com Gelsemiaceae, e agora ele é associado dentro desta família.
Alcalóides indole muito semelhantes aos presentes em Gelsemiaceae são também encontrados em Rubiaceae e Apocynaceae, mas a família difere da Rubiaceae por ter um ovário súpero, e da Apocynaceae por não apresentar látex.
Algumas sinapomorfias são sugeridas para classificar a família Gelsemiaceae: flores com corola amarela (algumas em Mostuea têm outras cores), e ovários sincopados com estilóides parciais ou completamente separados que se desenvolvem em uma fruta achatada ou alada com sementes achatadas.
Gelsemiaceae apresenta uma distribuição pantropical de seus três gêneros e 13 espécies (aproximadamente) e são encontradas no norte da América Central, sul da América do Norte, nordeste do Sul América, África tropical, Madagascar, e Ásia do sudeste e oriental, em habitats como Cerrado, Mata Atlântica, Floresta Amazônica e Savana.
Os gêneros Gelsemium, Mostuea e Pteleocarpa aparecem e estão restritos a áreas tropicais e subtropicais com algumas espécies de Gelsemium alcançando áreas temperadas quentes na América do Norte.
O gênero Mostuea ocorre principalmente na África tropical e Madagáscar, mas tem uma espécie adicional presente no Suriname e no Brasil (M. surinamensis). Já com o gênero Gelsemium, há a presença de duas espécies no sul dos Estados Unidos, México e Guatemala (G. sempervirens e G. rankinii), e uma espécie no Sudeste Asiático (G. elegans). Pteleocarpa monotípica ocorre em terras baixas a florestas no Sudeste Asiático.
O gênero Pteleocarpa é conhecido apenas do Sudeste Asiático, mas Gelsemium tem duas espécies no sudeste da América do Norte e uma espécie no Sudeste Asiático, e Mostuea cresce principalmente na África tropical com duas espécies no leste da América do Sul. 
Algumas análises genéticas demonstram que as duas linhagens que compõem as duas espécies de Gelsemium encontradas em território americano foram divididas em aproximadamente 3-3,5 milhões de anos atrás, no final do período Terciário,  ao mesmo tempo que o clima se tornava mais seco nessa região e os habitats adequados diminuíram em tamanho;
Ocorrência no país-  espécies: 
Mostuea muricata
Mostuea surinamensis
Mostuea brasiliensis
Na região do Macapá, Mato Grosso, São Paulo
Mostuea muricata
Distribuição: nativa; endêmica; Centro-Oeste (MT), Sudeste (SP); Cerrado, Mata Atlântica

Mostuea surinamensis 
Distribuição: nativa; não endêmica; Norte (AP, PA); Amazônia

#### Lista das espécies de ocorrência mundial
Gênero Mostuea:
Mostuea muricata
Mostuea surinamensis
Mostuea brasiliensis
Mostuea hirsuta
Mostuea batesii
Mostuea brunonis

Gênero Gelsemium:
G. elegans;
G. sempervirens
G. rankinii

Gênero Pteleocarpa
Pteleocarpa lamponga
1. 1 2 3 4 5 6 7 8 9 10 11 12 13 14 15 16 17 18 19 20  Struwe, L. (2018).  Kadereit, Joachim W.; Bittrich, Volker, eds. «Gelsemiaceae». Cham: Springer International Publishing. The Families and Genera of Vascular Plants (em inglês): 447–452. ISBN 978-3-319-93605-5. doi:10.1007/978-3-319-93605-5_5. Consultado em 28 de junho de 2021
2. 1 2  «Gentianales». www.mobot.org. Consultado em 28 de junho de 2021
3. ↑  «Microsoft Academic». academic.microsoft.com. Consultado em 28 de junho de 2021
4. ↑  SiBBr. «Family: Gelsemiaceae». ala-bie.sibbr.gov.br (em inglês). Consultado em 28 de junho de 2021
5. ↑  Forzza, Rafaela Campostrini; Leitman, Paula Moraes; Costa, Andrea; Carvalho Jr., Aníbal Alves de; Peixoto, Ariane Luna; Walter, Bruno Machado Teles; Bicudo, Carlos; Zappi, Daniela; Costa, Denise Pinheiro da (2010). Catálogo de plantas e fungos do Brasil - Vol. 2. [S.l.]: JBRJ
6. ↑  «Género Mostuea». NaturaLista (em espanhol). Consultado em 28 de junho de 2021

- (em inglês) Informação sobre Gentianales - Angiosperm Phylogeny Website
- (em inglês) Imagens e descrição de famílias de angiospérmicas - segundo sistema Cronquist